# Tour della nazionale maschile di rugby a 15 del Galles 1997
Tra le due edizioni del 1995 e del 1999 della coppa del Mondo, la nazionale gallese di rugby union si reca varie volte in tour oltremare. Nel 1996 si reca in tour in USA e Canada. Tour di una squadra priva dei miglior giocatori impegnati nel tour dei British and Irish Lions.
Una "giovane nazionale", quella schierata in questo tour, stante l'assenza di molti giocatori, come Neil Jenkins, Iuan Evans, impegnati nel tour dei "Lions" in Sudafrica.
Sarà un tour pieno di successi, ma mai senza una vittoria netta nei test match.
Il primo match è di puro allenamento contro una selezione del sud degli Stati Uniti.
| 2 luglio 1997 | USA South | 3 – 94 | Galles XV |  |

Il primo test ufficiale, vede sugli scudi Arwel Thomas autore di venti punti 
| Arbitro: | Ken McCartney |

| |            | |
| Anitoni, Takau | mt         | Jones, Arwel Thomas 2, Walker |
| Alexander 2 | tr         | Arwel Thomas 2 |
| Alexander 2 | c.p.       | Arwel Thomas 2 |
| 15.Chris Morrow 14.Vaea Anitoni 13.Tomasi Takau 12.Mark Scharrenberg 11.Brian Hightower 10.Matt Alexander 9.Andre Bachelet 8.Dan Lyle (cap) 7.Jay Wilkerson 6.Jason Walker 5.Luke Gross 4.Dave Hodges 3.Ray Lehner 2.Tom Billups 1.Chris Lippert sostituti: Kurt Shuman Tini Saulala Mike Stanaway Sean Allen Mika McLeod | Formazioni | 15.Kevin Morgan 14.Wayne Proctor 13.Leigh Davies 12.Gareth Thomas 11.Nigel Walker 10.Arwel Thomas 9.Paul John 8.Steve Williams 7.Gwyn Jones (cap) 6.Andrew Gibbs 5.Mike Voyle 4.Gareth Llewellyn 3.Lyndon Mustoe 2.Garin Jenkins 1.Christian Loader sostituti: Chris Anthony Nathan Thomas Non entrati : Dafydd James Lee Jarvis Andrew Moore Robin McBryde |

| San Francisco 8 luglio 1997 | USA Devol. XV | 23 – 55 | Galles XV |  |

Nel quarto incontro, secondo test match contro gli USA, è Wayne Proctor, autore di tre mete a salvare il Galles dalla figuraccia .
| Arbitro: | Chuck Muir |

| |            | |
| Anitoni, Walker | mt         | Proctor 3, A.Thomas |
| Alexander 2 | tr         | A.Thomas |
| Alexander 3 | c.p.       | A.Thomas |
| 15.Chris Morrow 14.Vaea Anitoni 13.Tomasi Takau 12.Mark Scharrenberg 11.Brian Hightower 10.Matt Alexander 9.Andre Bachelet 8.Jason Walker 7.Jay Wilkerson 6.Dan Lyle (cap) 5.Dave Hodges 4.Luke Gross 3.Ray Lehner 2.Tom Billups 1.Chris Lippert sostituti: Sean Allen Scott Yungling Maika Sika Tini Saulala | Formazioni | 15.Kevin Morgan 14.Wayne Proctor 13.Leigh Davies 12.Gareth Thomas 11.Nigel Walker 10.Arwel Thomas 9.Paul John 8.Nathan Thomas 7.Gwyn Jones (cap) 6.Andrew Gibbs 5.Mike Voyle 4.Gareth Llewellyn 3.Lyndon Mustoe 2.Robin McBryde 1.Ian Buckett sostituti: Steve Williams Chris Anthony Non entrati : Dafydd James Lee Jarvis Andrew Moore Robin McBryde |

| Vancouver 16 luglio 1997 | Ontario | 10 – 54 | Galles XV | Thunderbird Stadium |

 Il tour si chiude con il test contro il Canada, anche questo vinto con molta sofferenza, in quanto i canadesi, guidati da Gareth Rees opposero una grande resistenza, e alla fine si dichiararono vincitori morali del match, deciso da una meta finale di Leigh Davies a pochi minuti dalla fine. In ogni caso i gallesi, psosono essere soddisfatti di questo tour  chiuso con 6 vittorie in sei match.
| Arbitro: | S. Borsani |

| |            | |
| Ross, Schmid 2 | mt         | Davies, Proctor, G Thomas |
| Ress 2 | tr         | A.Tomas 2 |
| Ress | c.p.       | A.Tomas 3 |
| 15.Bobby Ross 14.Winston Stanley 13.Dave Lougheed 12.Scott Bryan 11.Scott Stewart 10.Gareth Rees (cap) 9.John Graf 8.Mike Schmid 7.John Hutchinson 6.Alan Charron 5.Mike James 4.John Tait 3.Rod Snow 2.Kevin Morgan 1.Eddie Evans sostituti: Mark Cardinal Richard Bice | Formazioni | 15.Kevin Morgan 14.Wayne Proctor 13.Leigh Davies 12.Gareth Thomas 11.Nigel Walker 10.Arwel Thomas 9.Paul John (cap) 8.Steve Williams 7.Rob Appleyard 6.Andrew Gibbs 5.Mike Voyle 4.Steve Moore 3.Lyndon Mustoe 2.Garin Jenkins 1.Ian Buckett sostituti: Nathan Thomas Chris Anthony |